# Майорова, Лидия Фёдоровна
Ли́дия Фёдоровна Майо́рова (урождённая Жа́воронкова; 16 декабря 1927, Москва — 31 декабря 2008, там же) — художница-гравёр Московской печатной фабрики «Гознак» с 1943 по 1983 год, участвовала в создании денежных знаков, гравировала рисунки 86 почтовых марок СССР.

## Биография
Родилась в семье Ф. И. Жаворонкова (1904—1948), инспектора на предприятиях Москвы, и Ф. Е. Жаворонковой (1904—1986), работавшей в Челюстно-лицевом госпитале. После окончания 7-го класса в 1943 году была принята на учёбу в Специальное ремесленное училище Гознака СРУ-35. В 1946 году училище было преобразовано в Московский специальный техникум Гознака Министерства финансов СССР, который успешно окончила в 1948 году по специальности гравёра-художника печатных форм. Дипломная работа — классическая гравюра на меди «Голова Давида».
После выпуска из техникума в 1948 году начала работать художником-гравёром в Мастерской художников при цехе № 63 фабрики «Гознак» под руководством главного художника И. И. Дубасова, где трудилась до выхода на пенсию в 1983 году.
За время работы обучила трёх учеников: Юрия Ермакова, Анну Лукьянову (Сейфулину) и Марину Михееву (Сильянову).
Лидия Майорова умерла 31 декабря 2008 года в Москве.

## Творчество
За время работы Лидия Фёдоровна выполнила более 150 классических гравюр, которые можно видеть на советских и зарубежных денежных знаках, на почтовых марках, открытках и другой продукции Гознака. Выполнила несколько десятков офортов, в том числе портрет Софьи Ковалевской.
На выставке «PostCardExpo-2008», проходившей 24—27 января 2008 года в Центральном доме художника в Москве, экспонировалось несколько стендов с работами художницы в области графики — на гравюрах, банкнотах, марках и открытках. Это была единственная и последняя прижизненная выставка Л. Ф. Майоровой. Посмертная выставка «Художники-ветераны Гознака», на которой представлены работы Лидии Майоровой и её учеников, была организована в Досуговом центре «Ровесник» (Москва) начиная со 2 февраля 2009 года.

### Гравюры на денежных знаках
Л. Ф. Майорова гравировала портрет В. И. Ленина на 10-рублёвой банкноте СССР 1961 года, Спасскую башню на 5-рублёвой банкноте СССР 1961 года, портрет Ф. Шиллера на банкноте ГДР достоинством в 10 марок 1964 года, портрет Ю. Цэдэнбала на монгольских тугриках, картины на 100 и 1000 афгани Афганистана 1979 года, разбивала на штрих изображение памятника героям Шипки на банкноте Болгарии номиналом в 1 лев.
| Гравюры Л. Майоровой на банкнотах | Гравюры Л. Майоровой на банкнотах |
| --------------------------------- | --------------------------------- |
|                                   |                                   |

### Гравюры на почтовых марках СССР
В «Каталоге почтовых марок СССР» указано как минимум 86 металлографских почтовых марок с классическими гравюрами Л. Ф. Майоровой. Первая марка её работы вышла в 1952 году номиналом в 5 рублей с изображением ордена Красного Знамени из серии «Ордена и медали СССР» (ЦФА [АО «Марка»] № 1706). В творческом активе художницы есть работы на тему Ленинианы, портреты многих выдающихся личностей. Сама автор считает наиболее удачными гравюры на следующих марках: Маяковский (1963) (ЦФА [АО «Марка»] № 2905), «Витязь в тигровой шкуре» (1966) (ЦФА [АО «Марка»] № 3394), Карл Маркс (1967) (ЦФА [АО «Марка»] № 3528), Тургенев (1968) (ЦФА [АО «Марка»] № 3673), Суворов (1980) (ЦФА [АО «Марка»] № 5127), Щепкин (1963) (ЦФА [АО «Марка»] № 2805), а портрет Хачатуряна на марке 1983 года (ЦФА [АО «Марка»] № 5394) — предпоследняя и самая любимая марка Л. Ф. Майоровой.

#### Список почтовых марок с гравюрами Л. Майоровой
Ниже приведены номера почтовых миниатюр работы Л. Ф. Майоровой по каталогу ЦФА.
1706
2218
2233
2234
2381
2384
2425
2429
2488 (надпечатка на 2429)
2805
2905
3028
3032
3036
3037
3039
3105
3273
3280 (вместе с А. Ткаченко)
3312
3394
3403
3437
3455
3528
3576
3580
3625
3673
3714
3748
3812
3837
3838
3906
4170 (вместе с В. Карулиным)
4183
4186
4209
4254
4269
4287
4299
4315
4375
4377
4432
4472
4505
4607
4645
4663
4680
4722
4724
4775
4785
4845
4896
4925
4930
4935
4957
5027
5059
5127
5144
5183
5251
5285
5332
5346
5347 (надпечатка на 5346)
5394
5407
- Некоторые гравёрные работы Л. Майоровой на марках СССР
- Первая марка Л. Ф. Майоровой — «Орден Красного Знамени» (1952)
 (ЦФА [АО «Марка»] № 1706)
- Всесоюзная филателистическая выставка в Москве, посвящённая
50-летию образования
СССР (1972)
 (ЦФА [АО «Марка»] № 4170)
- 250-летие со дня рождения Г. С. Сковороды (1972)
 (ЦФА [АО «Марка»] #4186; Sc #4034)
- К 1000-летию со дня рождения Абу Рейхана
Бируни (1973)
 (ЦФА [АО «Марка»] #4254; Sc #4099))
- Н. Н. Нариманов (1973)
 (ЦФА [АО «Марка»] № 4269)
- К 300-летию со дня рождения Д. К. Кантемира (1973)
 (ЦФА [АО «Марка»] #4287; Sc #4132)
- 80-летие со дня рождения С. А. Есенина (1975)
 (ЦФА [АО «Марка»] #4505; Sc #4369)
- 250-летие со дня рождения А. В. Суворова (1980)
 (ЦФА [АО «Марка»] #5127; Sc #4878)
- К 85-летию со дня рождения С. К. Тимошенко (1980)
 (ЦФА [АО «Марка»] № 5144)
- Стенд с марочными работами Л. Ф. Майоровой на выставке «PostCardExpo-2008»

### Почтовые открытки и альбомы
Л. Ф. Майорова выполнила несколько гравюр для открыток (поздравительная открытка с букетом пионов по рисунку Ю. Лукьянова, новогодние открытки).
В 1966 году Главное управление Гознака выпустило альбом «Русские композиторы. Классическая гравюра». В 1969 году был выпущен второй альбом «Портреты композиторов. Классическая гравюра». Среди прочих в альбомы вошли портреты, выполненные Л. Ф. Майоровой: А. И. Хачатурян, К. Ф. Данькевич, С. В. Рахманинов, А. П. Бородин, С. С. Прокофьев и Н. Г. Жиганов.

## Личная жизнь
В 1954 году художница вышла замуж за Анатолия Ивановича Майорова, в 1955 году родила дочь Галину (в замужестве — Г. А. Анисимова).

## Награды
- Медаль «За трудовую доблесть».